# Cucumis sagittatus
Cucumis sagittatus är en gurkväxtart som beskrevs av Peyr. apud Wawra och Peyr.. Cucumis sagittatus ingår i släktet gurkor, och familjen gurkväxter. Inga underarter finns listade i Catalogue of Life.